# Walter Laqueur
Walter Ze'ev Laqueur (Breslavia, 26 maggio 1921 – Washington, 30 settembre 2018) è stato uno storico e giornalista statunitense.
È stato uno studioso influente sui temi del terrorismo e della violenza di matrice politica.

## Biografia
Walter Laqueur è nato a Breslavia, nella Bassa Slesia, in Germania (oggi Polonia), in una famiglia ebrea. Nel 1938 lasciò la Germania, emigrando al mandato britannico della Palestina. I suoi genitori, che non furono in grado di lasciare il paese, rimasero uccisi nell'Olocausto. Dopo un anno di studi all'Università Ebraica di Gerusalemme, Laqueur si unì a un kibbutz e lavorò come bracciante agricolo dal 1939 al 1944. Tra il 1939 e il 1944, visse al Kibbutz Sha'ar HaGolan, al Kibbutz Ein Shemer e, come membro, al Kibbutz Hazorea. Nel 1955 si trasferì a Londra.

## Giornalismo e carriera accademica
Dal 1944, quando si trasferì a Gerusalemme, fino alla sua partenza nel 1955, lavorò come giornalista per il giornale Mishmar (in seguito, Al HaMishmar) e per The Palestine Post (in seguito, The Jerusalem Post). Inoltre, è stato corrispondente in Medio Oriente per riviste negli Stati Uniti e commentatore della politica mondiale per la radio israeliana.
Dopo essersi trasferito a Londra, Laqueur ha fondato e curato la rivista Soviet Survey, una rivista incentrata sulla cultura sovietica e sull'Europa orientale. Survey è stata una delle numerose pubblicazioni per la libertà culturale finanziate dalla CIA.
È stato fondatore e direttore, con George Mosse, del Journal of Contemporary History. Dal 1969 è stato membro e successivamente presidente (fino al 2000) dell'International Research Council of the Center for Strategic and International Studies, Washington. Fu anche editore fondatore di The Washington Papers. È stato professore di Storia delle idee alla Brandeis University dal 1968 al 1972 e professore universitario alla Georgetown University dal 1976 al 1988. È stato anche visiting professor di storia e governo ad Harvard, all'Università di Chicago, all'Università di Tel Aviv e all'Università Johns Hopkins.
Laqueur ha scritto ampiamente del Medio Oriente, del Die deutsche Jugendbewegung, del sionismo, della storia culturale della Repubblica di Weimar, del comunismo e dell'Unione Sovietica. Ha altresì trattato l'Olocausto, la guerra fredda, il fascismo, l'Europa post-seconda guerra mondiale e il declino dell'Europa. Ha aperto la strada allo studio della guerriglia e del terrorismo. Dopo la caduta dell'Unione Sovietica, ha previsto con precisione che la Russia non sarebbe diventata una democrazia ma un sistema autoritario basato sul populismo nazionalista. I suoi libri sono stati tradotti in molte lingue. I suoi articoli sugli affari internazionali sono apparsi in molti quotidiani e periodici americani ed europei
Morì nella sua casa a Washington, DC, il 30 settembre 2018.

## Opere
- Communism and Nationalism in the Middle East, Londra: Routledge & Kegan Paul 1956
- Nasser's Egypt, Londra: Weidenfeld & Nicolson, 1957
- The Soviet Cultural Scene, 1956–1957, co-editato con George Lichtheim, New York: Praeger, 1958
- The Middle East in Transition: Studies in Contemporary History, New York: Praeger, 1958.
- The Soviet Union and the Middle East, Londra: Routledge & Kegan Paul, 1959
- Polycentrism: The New Factor in International Communism, coautore con Leopold Labedz, New York: Praeger, 1962
- Young Germany: A History of the German Youth Movement, New York: Basic Books, 1962
- Heimkehr: Reisen in der Vergangenheit, Berlino, Propylaen Verlag, 1964
- Neue Welle in der Sowjetunion: Beharrung und Fortschritt in Literatur und Kunst, Vienna: Europa Verlag, 1964
- Russia and Germany: A Century of Conflict, Londra: Weidenfeld & Nicolson, 1965
- 1914: The Coming of the First World War, co-editato con George L. Mosse, New York: Harper & Row, 1966
- Education and Social Structure in the Twentieth Century, coautore con George L. Mosse, New York: Harper & Row, 1967
- The Fate of the Revolution: Interpretations of Soviet History, Londra: Weidenfeld & Nicolson, 1967
- The Road to Jerusalem: The Origins of the Arab-Israeli Conflict, 1967, New York: Macmillan, 1968 (published in the UK as The Road to War, 1967: The Origins of the Arab-Israel Conflict, London: Weidenfeld & Nicolson, 1969)
- Linksintellektuelle zwischen den beiden Weltkriegen, coautore con George Mosse, Munich: Nymphenburger Verlagshandlung, 1969
- The Struggle for the Middle East: The Soviet Union in the Mediterranean, 1958–1968, Londra: Routledge & Kegan Paul, 1969
- Europe Since Hitler, Londra: Weidenfeld & Nicolson, 1970
- A Dictionary of Politics, London: Weidenfeld & Nicolson, 1971 ISBN 0-297-00091-8
- Out of the Ruins of Europe, New York: Library Press, 1971 ISBN 0-912050-01-2
- A Reader's Guide to Contemporary History, co-editato con Bernard Krikler, Londra: Weidenfeld & Nicolson, 1972 ISBN 0-297-99465-4.
- A History of Zionism, Londra: Weidenfeld & Nicolson 1972 ISBN 0-03-091614-3
- Neo-Isolationism and the World of the Seventies, New York: Library Press, 1972 ISBN 0-912050-38-1
- Confrontation: The Middle East War and World Politics', Londra: Wildwood House, 1974 ISBN 0-7045-0096-5
- Historians in Politics, co-editato con George L. Mosse, Londra: Sage Publications, 1974 ISBN 0-8039-9930-5
- Weimar: A Cultural History, 1918–1933, Londra: Weidenfeld & Nicolson, 1974 ISBN 0-297-76574-4
- Fascism: A Reader's Guide: Analyses, Interpretations, Bibliography, editore, Berkeley: University of California Press, 1976 ISBN 0-520-03033-8
- Terrorism, Boston, MA: Little, Brown, 1977 ISBN 0-316-51470-5
- Guerrilla: A Historical and Critical Study, Londra: Weidenfeld & Nicolson, 1977 ISBN 0-297-77184-1
- The Guerrilla Reader: A Historical Anthology, editore, Philadelphia: Temple University Press, 1977 ISBN 0-87722-095-6
- The Terrorism Reader: A Historical Anthology, editore, Philadelphia: Temple University Press, 1978 ISBN 0-87722-119-7
- The Human Rights Reader, coautore con Barry Rubin, Philadelphia: Temple University Press, 1979 ISBN 0-87722-170-7
- A Continent Astray: Europe, 1970–1978, Londra e New York: Oxford University Press, 1979 ISBN 0-19-502510-5
- The Missing Years, Londra: Weidenfeld & Nicolson, 1980 ISBN 0 297 77707 6
- Farewell to Europe, Londra: Weidenfeld & Nicolson,1981 ISBN 0 297 77870 6
- The Terrible Secret: Suppression of the Truth about Hitler's Final Solution, Boston, MA: Little, Brown, 1980 ISBN 0-316-51474-8
- The Political Psychology of Appeasement: Finlandization and Other Unpopular Essays, New Brunswick, NJ: Transaction Books, 1980 ISBN 0-87855-336-3
- Hollanditis: A New Stage in European Neutralism, Commentary, agosto 1981
- The Second World War: Essays in Military and Political History, Londra: Sage Publications, 1982 ISBN 0-8039-9780-9
- America, Europe, and the Soviet Union: Selected Essays, New Brunswick, NJ: Transaction Books, 1983 ISBN 0-87855-362-2
- The Pattern of Soviet Conduct in the Third World, editore, New York: Praeger, 1983 ISBN 0-03-063944-1
- Looking Forward, Looking Back: A Decade of World Politics, New York: Praeger, 1983 ISBN 0-03-063422-9
- The Israel-Arab Reader: A Documentary History of the Middle East Conflict, coautore con Barry Rubin, Londra e New York: Penguin Books, 1984 ISBN 0-14-022588-9
- Germany Today: A Personal Report, Boston, MA: Little, Brown, 1985 ISBN 0-316-51453-5
- A World of Secrets: The Uses and Limits of Intelligence, New York: Basic Books, 1985 ISBN 0-465-09237-3
- European Peace Movements and the Future of the Western Alliance, coautore con Robert Hunter, New Brunswick, NJ: Transaction Books, 1985 ISBN 0-88738-035-2
- Breaking The Silence, coautore con Richard Breitman, New York: Simon & Schuster, 1986 ISBN 0-671-54694-5
- The Fate of the Revolution: Interpretations of Soviet History from 1917 to the Present, New York: Scribner's, 1987 ISBN 0-684-18903-8
- America in the World, 1962–1987: A Strategic and Political Reader, coautore con Brad Roberts, New York: St. Martin's Press, 1987 ISBN 0-312-01318-3
- The Age of Terrorism, Boston, MA: Little, Brown, 1987 ISBN 0-316-51478-0
- The Long Road to Freedom: Russia and Glasnost, Collier Books, 1989, ISBN 0-02-034090-7
- Soviet Realities: Culture and Politics from Stalin to Gorbachev, New Brunswick, NJ: Transaction Books, 1990 ISBN 0-88738-302-5
- Stalin: The Glasnost Revelations, New York: Scribner's, 1990 ISBN 0-684-19203-9
- Soviet Union 2000: Reform or Revolution?, coautore con John Erickson, New York: St. Martin's Press, 1990 ISBN 0-312-04425-9
- Thursday's Child Has Far to Go: A Memoir of the Journeying Years, New York: Scribner's, 1992 ISBN 0-684-19421-X
- Europe in Our Time: A History, 1945–1992, New York: Viking, 1992 ISBN 0-670-83507-2
- Black Hundreds: The Rise of the Extreme Right in Russia, New York: Harper Collins, 1993 ISBN 0-06-018336-5
- The Dream That Failed: Reflections on the Soviet Union, London and New York: Oxford University Press, 1994 ISBN 0-19-508978-2
- Fascism: Past, Present, Future, London and New York: Oxford University Press, 1996 ISBN 0-19-509245-7
- Fin de Siècle and Other Essays on America & Europe, New Brunswick, NJ, and London: Transaction Publishers, 1997 ISBN 1-56000-261-1
- Guerrilla Warfare: A Historical and Critical Study, New Brunswick, NJ, and London: Transaction Publishers, 1997 ISBN 0-7658-0406-9
- Origins of Terrorism: Psychologies, Ideologies, Theologies, States of Mind, Woodrow Wilson Center Press, 1998 ISBN 0-943875-89-7
- The New Terrorism: Fanaticism and the Arms of Mass Destruction, Londra e New York: Oxford University Press, 1999 ISBN 0-19-511816-2
- Generation Exodus: The Fate of Young Jewish Refugees From Nazi Germany: New England Brandeis University Press, 2001 ISBN 1-58465-106-7
- The Holocaust Encyclopedia, coautore con Judith Tydor Baumel, New Haven, CT: Yale University Press, 2001 ISBN 0-300-08432-3
- A History of Terrorism, New Brunswick, NJ: Transaction Publishers, 2001 ISBN 0-7658-0799-8
- Voices of Terror: Manifestos, Writings and Manuals of Al Qaeda, Hamas, and Other Terrorists from Around the World and Throughout the Ages, Sourcebooks, Inc., 2004 ISBN 1-59429-035-0
- No End to War: Terrorism in the Twenty-first Century, Continuum International Publishing Group, 2004
- Dying for Jerusalem: The Past, Present and Future of the Holiest City, Sourcebooks, Inc., 2006 ISBN 1-4022-0632-1
- The Changing Face of Antisemitism: From Ancient Times to the Present Day, London and New York: Oxford University Press, 2006 ISBN 0-19-530429-2
- The Last Days of Europe: Epitaph for an Old Continent, Thomas Dunne Books, 2007 ISBN 0-312-36870-4
- Best of Times, Worst of Times, The Tauber Institute for the Study of European Jewry Series, 2009
- After the Fall: The End of the European Dream and the Decline of a Continent, New York: Macmillan, 2011
- Harvest of a Decade: Disraelia and Other Essays, Transaction Publishers, 2012, ISBN 978-1-4128-4232-7
- Optimism in Politics: Reflections on Contemporary History, Transaction Publishers, 2014, ISBN 978-1-4128-5266-1
- Putinism: Russia and its Future with the West, New York: Thomas Dunne Books, 2015
- The Future of Terrorism: ISIS, Al-Qaeda, and the Alt-Right, coautore con Christopher Wall, New York: Thomas Dunne Books, 2018

## Curatele
- a cura di Walter Laquerur, Judith Tydor Baumel-Schwartz e Alberto Cavaglion, Dizionario dell'Olocausto, Torino, Einaudi, 2007, ISBN 978-88-0618-729-3.